# Marienkirche (Harzgerode)

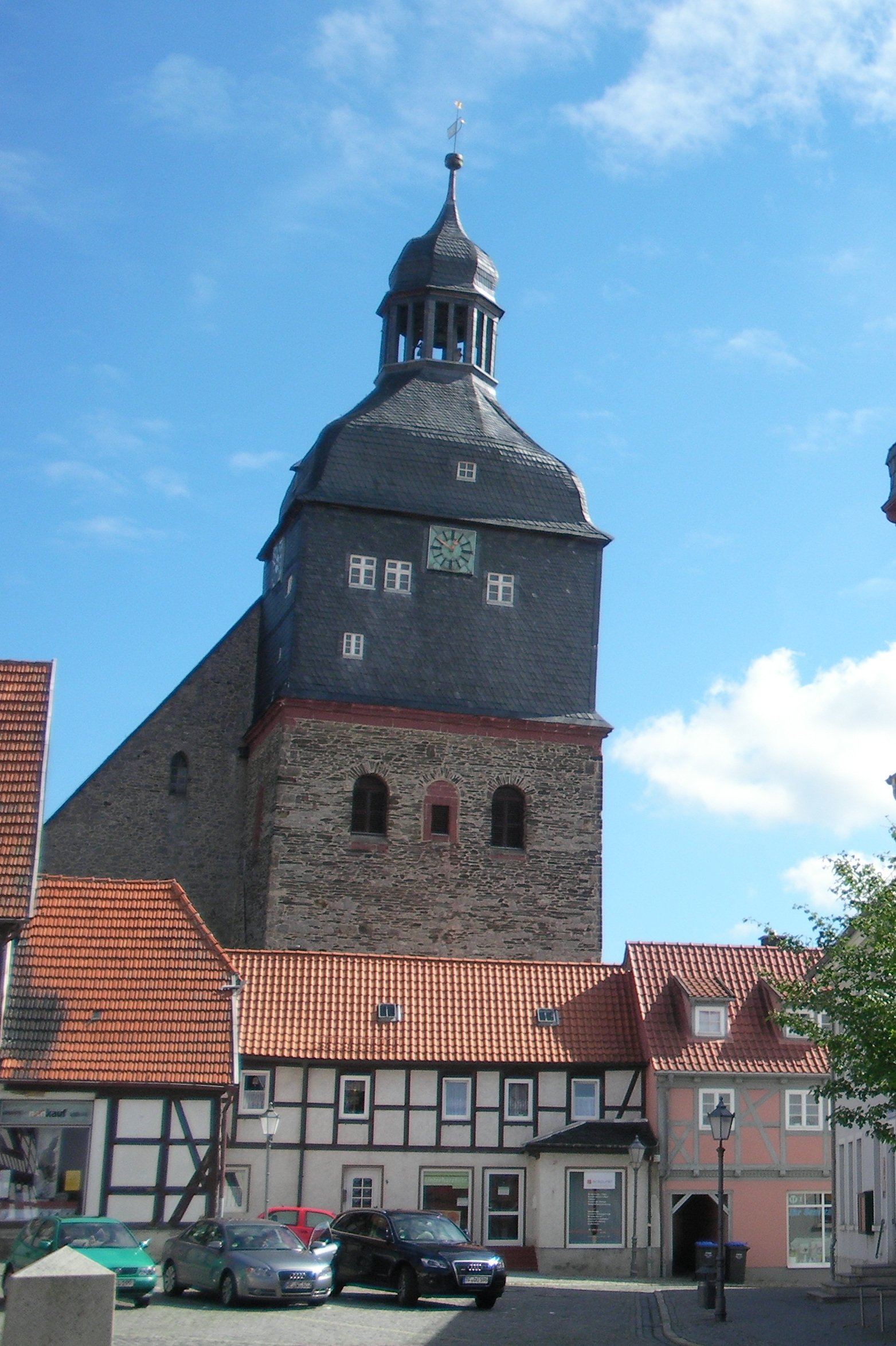
St. Marien (Harzgerode)

Die evangelische Marienkirche ist eine im Kern gotische Saalkirche in Harzgerode im Landkreis Harz in Sachsen-Anhalt. Sie gehört zur unierten Kirchengemeinde St. Marien Harzgerode im Kirchenkreis Ballenstedt der Evangelischen Landeskirche Anhalts.

## Geschichte und Architektur
Die zentral östlich des Marktes erbaute breite Saalkirche ist aus ursprünglich verputztem Schieferbruchstein-Mauerwerk erbaut. Von einem Vorgängerbauwerk des frühen 13. Jahrhunderts stammt der Unterbau des annähernd quadratischen Westturms. Das stattliche, auf der Südseite mit dem Turm in einer Flucht stehende, auf der Nordseite weit darüber hinausragende Schiff mit massigen Strebepfeilern und hohen rundbogigen Fenstern ist im Wesentlichen von dem Umbau zur Residenzkirche durch Fürst Wilhelm in den Jahren 1697–99 geprägt; mit seinem mächtigen Dach dominiert das Bauwerk das Ortsbild. Gleichzeitig wurde der Turm mit einem verschieferten hölzernen Aufbau mit Türmerwohnung und einem Abschluss mit einem vierseitigen barocken Helm mit offener Laterne versehen. Vom spätgotischen Vorgängerbauwerk blieben bei dem Umbau die drei östlichen Mauern des ehemaligen Chorpolygons erhalten; sie sind wie bei der Kirche St. Martini in Stolberg mit dreifach abgetreppten Strebepfeilern und umlaufendem Kaffgesims und spitzbogigen, mit tiefer Kehle profilierten Fenstern gestaltet. Die schräg gestellten Strebepfeiler der östlichen, 1697 nach Norden erweiterten Polygonseite lassen erkennen, dass der ursprünglich dreiseitige Chorschluss etwa so breit wie der Turm war; auch das mittelalterliche Langhaus war vermutlich ursprünglich einschiffig und ebenso breit. Zwischen dem zweiten und dritten Ostpfeiler auf der Nordseite ist ein Bruchsteinbauwerk aus drei Seiten eines Sechsecks aus dem Jahr 1906 mit rundbogigen Werksteinöffnungen angefügt. Der Westgiebel des Langhauses wurde 1950 erneuert.
Der weite Innenraum ist durch den Umbau von 1697 mit hölzernen Emporeneinbauten im Sinne einer protestantischen Predigtkirche geprägt und wird durch ein hölzernes Flachtonnengewölbe abgeschlossen. Die Emporen an den Längsseiten und an der westlichen Schmalseite sind in drei Geschosse gegliedert; im Osten befindet sich der zweigeschossige Fürstenstuhl, der den Chorschluss verstellt. Das dreibogige Untergeschoss ist wie an den seitlichen Emporen mit gesägtem Rankenwerk verziert: im Obergeschoss ist die durch vier korinthische Halbsäulen in kolossaler Ordnung dreigeteilte und verglaste Loge angebracht; über dem breiten Abschlussgesims sind in reich geschnitzten Rahmen zwischen Flammenurnen die Bildnisse des Fürsten Wilhelm und seiner beiden Gemahlinnen Albertine und Auguste angeordnet. Die Brüstungsfelder sind mit ovalen Wappenschilden und allegorischen Gemälden, die sich vermutlich auf die vom Fürsten Friedrich gestiftete „Confraternität der beständigen Freundschaft“ beziehen, geschmückt; daneben auch Darstellungen des Bergbaus.

## Ausstattung
Die vierseitige hölzerne Kanzel mit flachem Schalldeckel wurde gegen Ende des 17. Jahrhunderts geschaffen. Die Orgel ist ein Werk aus dem Jahr 1899 von Ernst Röver aus Hausneindorf mit einem klassizistischen Orgelprospekt.
Ein Gemälde vom Ende des 17. Jahrhunderts stellt den Fürsten Wilhelm mit seiner zweiten Frau in Lebensgröße dar. Zwei Inschriftgrabsteine von 1596 und 1658 sind erhalten. Unter dem Chor ist eine gewölbte Gruft mit Prunksärgen des Fürsten Friedrich († 1670) und seiner Gemahlinnen eingebaut. Eine weitere Fürstengruft mit Kreuzrippengewölbe befindet sich im Turm.
Eine Bronzeglocke von 1486 wurde durch 1725 durch Peter Becker umgegossen. Das Geläut wurde 2020 mit neu gegossenen Glocken versehen und hat jetzt drei Glocken.